# 尾上紫
尾上 紫（おのえ ゆかり、1974年8月30日 - ）は、日本の日本舞踊家、女優。本名、羽鳥 友加里。
東京都出身。青山学院大学卒業。アルファエージェンシー所属。日本舞踊尾上流名取師範。父は日本舞踊家・尾上墨雪（二代目尾上菊之丞）、弟は三代目尾上菊之丞。夫は日本舞踊家の西川扇左衛門。

## 略歴
日本舞踊尾上流三代家元の尾上墨雪と元宝塚歌劇団娘役の母の間に長女として誕生。東京・銀座にて育ち、幼稚園から大学まで青山学院にて学ぶ。
二代目尾上菊之丞および六世藤間勘十郎に師事。3歳のときに新橋演舞場にて初舞台に立ち、幼少期は十八代目中村勘三郎（当時、五代目中村勘九郎）の『鏡獅子』で胡蝶役を演じるなど歌舞伎興行等に出演する。
1991年、15歳のときに尾上 紫の名を許され、日本舞踊家として自身のリサイタルに加え国内外のさまざまな公演に出演する。1997年、1998年の新春舞踊大会にて大会賞を、1999年の新春舞踊大会にて大会賞および会長賞を受賞。2008年には舞踊批評家協会・新人賞を受賞。
一方で、2000年には女優としての活動を始め、オーディションを経てTBS愛の劇場『あっとほーむ』で主演を務めるなど、テレビドラマ、映画、舞台に出演する。
私生活では、2012年3月20日に日本舞踊家の西川扇左衛門と結婚、母校・青山学院の礼拝堂にて挙式した。
2025年、第46回松尾芸能賞優秀賞および第75回芸術選奨文部科学大臣賞を受賞した。

## 人物
特技は日本舞踊、常磐津、長唄、三味線、お囃子。
趣味はテニス、唄。
あだ名は「姫」で、舞踊会では大向うから「姫音羽」の声がかかる。

## 出演

### テレビドラマ
- 大河ドラマ（NHK）
  - 葵 徳川三代（2000年） - お万の方 役
  - 平清盛 第45・46話（2012年） - 祇王 役
- あっとほーむ（2000年、TBS） - 主演・岩崎（森下）葵 役
- 火曜サスペンス劇場 （日本テレビ）
  - 「つぐない 婚約破棄」（2001年） - 岩田幸江 役
  - 「だます女・だまされる女3」（2001年） - 杉山絵理 役
- 女と愛とミステリー→水曜ミステリー9 （テレビ東京）
  - 「松本清張特別企画・わるいやつら」（2001年） - 浅沼看護婦 役
  - 「松本清張特別企画・黒い画集〜紐」（2005年）
- ひとりじゃないの（2001年、TBS） - 早川奈緒 役
- 月曜ミステリー劇場 湯の町コンサルタント1（2002年） - 高野早智
- はぐれ刑事純情派 第16シリーズ 第10話「狙われた六月の花嫁」（2003年、テレビ朝日 / 東映） - 内田愛玲 役
- 樋口一葉物語（2004年、TBS） - 田辺龍子 役
- 太宰治物語（2005年、TBS） - 石原愛子 役
- 嫌われ松子の一生（2006年、TBS） - 岡野芳江 役
- 出雲の阿国（2006年、NHK） - お加賀 役
- こんなステキなにっぽんが（2008年、NHK）
- ハンチョウ〜神南署安積班〜（2009年、TBS）
- わたしが子どもだったころ（2009年、2010年、NHK） - 柳生博の母親 役ほか
- ゲゲゲの女房（2010年、NHK） - 山田和枝 役
- TBS開局60周年記念ドラマ「99年の愛〜JAPANESE AMERICANS〜」（2010年、TBS） - ジェシカ・ナツコ・平松 役
- にっぽんの芸能 芸能百花繚乱（2011年5月、NHK教育） - 尾上京と共にゲスト
- 水戸黄門第43部 第19話「難問ぞろいの算術対決 -前橋-」（2011年11月28日、TBS） - 美代 役
- 相棒 season11 第5話（2012年11月7日、テレビ朝日） - 皆本恵美 役
- ドラマスペシャル「いねむり先生」（2013年9月15日、テレビ朝日）- 黒上みち子 役
- 金曜プレステージ （フジテレビ）
  - 「森村誠一サスペンス・孤独の密葬」（2013年11月1日） - 西沢満智子 役
- 木曜時代劇 吉原裏同心（2014年、NHK） - 千歳 役
- 警視庁捜査一課9係 season9 第4話（2014年7月30日、テレビ朝日） - 宮本加代 役
- 月曜ゴールデン （TBS）
  - 「山村美紗サスペンス 狩矢警部シリーズ14・京都ベリーダンス殺人事件」（2014年12月22日） - 雪乃 役
- 漱石悶々 夏目漱石最後の恋 京都祇園の二十九日間（2016年12月10日、NHK BSプレミアム） - 君 役
- 警視庁・捜査一課長 season2 第6話（2017年5月25日、テレビ朝日） - 井本美紀子 役
- 平成細雪（2018年1月、NHK BSプレミアム） - 山下君枝 役
- 特捜9 season3 第6話（2020年6月24日、テレビ朝日） - 三島亜希子 役
- 初恋、ざらり（2023年7月8日 - 9月23日、テレビ東京） - 湯川祥子 役
- 鬼平犯科帳 SEASON1 血頭の丹兵衛（2024年7月6日、時代劇専門チャンネル） - およね 役

### 教養番組
- 新・にっぽんの芸能「燃え上がる情念の表現」（2023年2月24日、NHK Eテレ）[7]
- 芸能きわみ堂「春に舞う！尾上紫」（2025年4月4日、NHK Eテレ）[8]

### 映画
- 長崎ぶらぶら節（2000年） - 雪千代（お雪） 役
- オペレッタ狸御殿（2005年） - きなこ 役
- 不撓不屈（2006年） - 栗原早苗 役
- Watch with me〜卒業写真（2007年） - 看護師・藤田 役
- 犯人に告ぐ（2007年） - 捜査員 役
- 夕映え少女「イタリアの歌」（2008年）- 友江 役

### 舞台
- 血の婚礼
- 尾上紫リサイタル・雪月花
- 魑魅魍魎的
- さぶ
- 風林火山 晴信燃ゆ - 三条の方 役
- 中村仲蔵 〜歌舞伎王国 下剋上異聞〜[9]

### CM
- SONOKO
- サッポロ 冬物語（2008年10月1日〜）